# Parti réformiste (Espagne)
Pour les articles homonymes, voir Parti réformiste.
Le Parti républicain réformiste ou Parti réformiste (en espagnol : Partido Reformista, Partido Republicano Reformista) est un parti politique espagnol actif durant les dernières années de la Restauration, d'idéologie républicaine, défendant le laïcisme et opposé au caciquisme, et fondé en 1912 par Melquíades Álvarez.

## Histoire

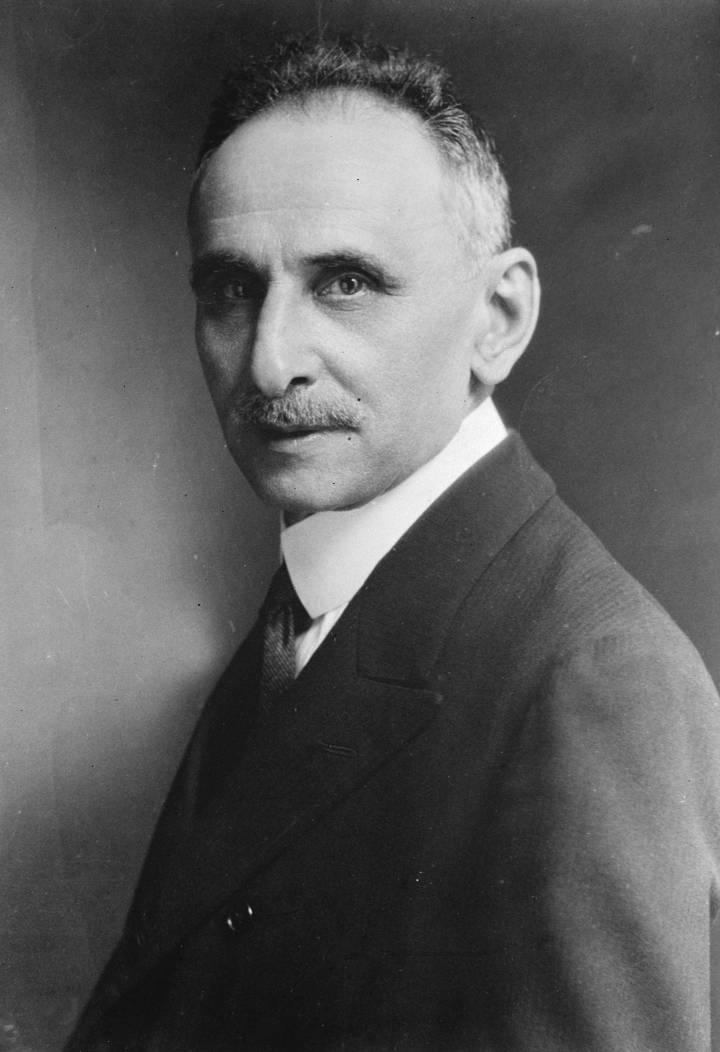
Melquiades Álvarez, fondateur et leader du parti.

Le parti est fondé en 1912 par Melquíades Álvarez mais ne fut officiellement présenté que le 23 octobre 1913, lorsque ce dernier prononce un discours marquant à l'Hôtel Palace de Madrid dans lequel il défend la nécessité d'entreprendre une profonde réforme de la Constitution de 1876 pour l'instauration d'un régime démocratique pour.
Des intellectuels importants de l'époque militent dans le Parti réformiste, notamment Manuel Azaña, José Ortega y Gasset, Manuel García Morente, Fernando de los Ríos, Américo Castro, Teófilo Hernando Ortega, Alfredo Martínez García-Argüelles, Oliverio . Martínez y Mier, Federico de Onís, Augusto Barcia Trelles, Adolfo González Posada, Pedro de Répide, Ricardo de Orueta, Gustavo Pittaluga Fattorini, Gumersindo de Azcárate, Víctor Ruiz Albéniz, Benito Pérez Galdós, Enrique de Mesa, Enrique Díez Canedo, Filiberto Villalobos, Rafael María de Labra, Miguel Moya, Luis Zulueta y Escolano, Luis Simarro Lacabra et Toribio Fernández Morales ,.

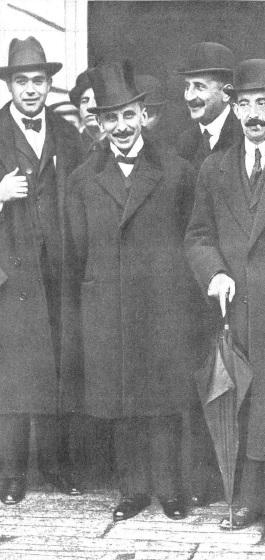
Álvarez quitte le Palais après s'être entretenu avec le roi à la suite de la crise gouvernementale de décembre 1915.

Après l'échec de l'Assemblée des parlementaires tenue à Barcelone en juillet 1917, le parti prépare son programme lors de l'assemblée des 29 et 30 novembre et du 1er décembre 1918, dans l'espoir d'être appelé par le roi Alphonse XIII pour former un gouvernement qui convoque des Cortes constituantes afin d'entreprendre une réforme de la Constitution de 1876 . Parmi les points non négociables de la réforme figurent, selon le Parti réformiste, la reconnaissance de la souveraineté nationale (mettant fin à la « souveraineté partagée » du roi et des Cortes), qui aurait pour conséquence la disparation de certains pouvoirs jusque-là exercés de la Couronne, la modification du Sénat (fin de la nomination directe par le roi de certains de ses membres), la reconnaissance des droits et libertés, et une réforme de la structure de l'État autorisant l'autonomie des communes et des régions. Cependant, le roi  ne les appelle pas à gouverner et poursuit l'alternance du turno, basée sur la fraude électorale, en nommant le comte de Romanones président du Conseil des ministres.
Lorsque la crise de la Restauration s'accentue à la fin de 1922, un membre du Parti réformiste, José Manuel Pedregal, entre dans le gouvernement présidé par le libéral Manuel García Prieto, qui incluait dans son programme la réforme de la Constitution, y compris celle de l'article 11 (sans pour autant proclamer la séparation de l'Église et de l'État), tentant ainsi de résoudre « le problème religieux clérical ». Pour sa part, Melquíades Álvarez occupe la présidence du Congrès des députés après les élections générales de 1923 tenues en avril. Cependant, il s’avère que les obstacles traditionnels (la Couronne elle-même, l'Armée et l'Église catholique ) à la mise en œuvre d'une réforme demeuraient, et la protestation d'un cardinal et d'un nonce suffit pour que la proposition de modification de l'article 11 soit retirée. Finalement, l'instauration de la dictature de Primo de Rivera en septembre 1923 met fin à toute nouvelle initiative de réforme.
Le départ du parti de ses membres les plus éminents tels qu'Adolfo González Posada, Luis de Zulueta, Gustavo Pittaluga, Enrique de Mesa, José Giral, Ramón Pérez de Ayala et Manuel Azaña, pousse Melquiades Álvarez à dissoudre le parti en 1924. Ceux qui l'avaient abandonné « considéraient comme liquidé l'objectif réformiste de parvenir à la démocratie au sein de la monarchie », comme l'explique Manuel Azaña dans son manifeste Appel à la République rendu public en mai 1924.
Le parti est dissous par la dictature par un décret du 2 mai 1924.
Après la proclamation de la Deuxième République en 1931, Melquíades Álvarez fonde le Parti républicain libéral-démocrate .

## Organes de communication
Tout au long de son histoire, le parti dispose de plusieurs publications, principalement dans son fief des Asturies. Il a jusqu'à dix journaux dans toute la province asturienne, notamment le journal de Gijón El Noroeste, qui devient l'organe du parti et qui, au fil du temps, devient l'une des publications les plus lues de la ville. À Gijón le parti dirige au total quatre périodiques, deux à Oviedo et au moins un à Castropol, Avilés, Infiesto et Vegadeo. Il a aussi deux hebdomadaires — La Justicia et El Reformista — à Oviedo.

## Résultats électoraux
| Élections                   | nombre de sièges | +/– | Notes                               |
| --------------------------- | ---------------- | --- | ----------------------------------- |
| Élections générales de 1914 | 11 / 408         | 11  |                                     |
| Élections générales de 1916 | 12 / 409         | 11  |                                     |
| Élections générales de 1918 | 9 / 409          | 3   | Au sein de l’Alianza de Izquierdas. |
| Élections générales de 1919 | 6 / 409          | 3   |                                     |
| Élections générales de 1920 | 9 / 437          | 3   |                                     |
| Élections générales de 1923 | 18 / 437         | 9   |                                     |